# Havlíčkova (Praha)
Havlíčkova je název ulice v Praze 1 spojující ulici Na Poříčí a Hybernskou. Měří asi 255 m. Mezi ulicemi Na Poříčí a Na Florenci je oboustranně průjezdná pro auta, dál k ulici Hybernská je průjezdná už jen v jednom směru. Ulicí prochází tramvajová trať. Pojmenována byla roku 1896 po Karlu Havlíčku Borovském, který zde v domě č. 3 v roce 1856 zemřel.

## Průběh
Ulice začíná na křižovatce s Hybernskou (a Dlážděnou, ta je o trochu dál šikmo) na světelné křižovatce. Vlevo na rohu se nachází Lannův palác vpravo Masarykovo nádraží. Následuje tramvajová zastávka Masarykovo nádraží v obou směrech, vlevo dům 1029/3, bývalý Hotel Royal, místo, kde zemřel český básník a novinář Karel Havlíček Borovský. (Pamětní deska nad vchodem tohoto domu, připomínající Havlíčkovo úmrtí, byla slavnostně odhalena 15. května 1870.)
U další křižovatky V Celnici (vlevo), Na Florenci (vpravo) jsou po obou stranách vstupy do stanice metra B Náměstí Republiky. Další vstup je za křižovatkou vlevo v budově hotelu Hilton Prague Old Town. Naproti vpravo autobusová zastávka nočních linek. Na domě č.p. 11 vlevo je pamětní deska věnovaná narození židovského spisovatele Franze Werfela od sochaře Ladislava Janoucha. Ulice končí ve vyústění do ulice Na Poříčí, kde se dá pokračovat do ulice Zlatnická.

## Historie
Ulice se v této části Nového města nacházela již ve 14. století, ale postupně měnila svůj název. Nejprve se část jmenovala Florenc a druhá část Slaměná ulice, od prodeje slámy, který se zde v té době provozoval. V 18. století došlo ke sloučení a ulice se začala nazývat Blátivá a později Na blátě (od bláta z okolních zahrad). Poté se ulici střídavě říkalo Jezdecká a Havlíčkova; od roku 1945 již natrvalo Havlíčkova.

## Významné domy
- Masarykovo nádraží (čp. 1014/2)
- Dům Buchalovský (čp.1025/4) – raně barokní stavba, od roku 1798 sídlo Pražské privilegované továrny na kameninové zboží, tří zakladatelů (Clam-Martinic, Karl Lenhart a Josef E. Hübel)
- Lannův palác (čp.1030/1) – nárožní dům do Hybernské ulice, reprezentační novogotická stavba z r. 1859, arch. Ignác Vojtěch Ullmann
- Hotel Renaissance, nyní Hilton Old Town Prague (čp. 1043/II) – nárožní stavba do ulice V Celnici 7, arch. Aleš Lang
- Dům U Volavků (U Žežulů) (čp.1044/8) – nárožní barokní dům do ulice Na poříčí, na místě tří gotických objektů; klasicistní fasáda z r. 1852, arch. Josef Maličký

## Galerie

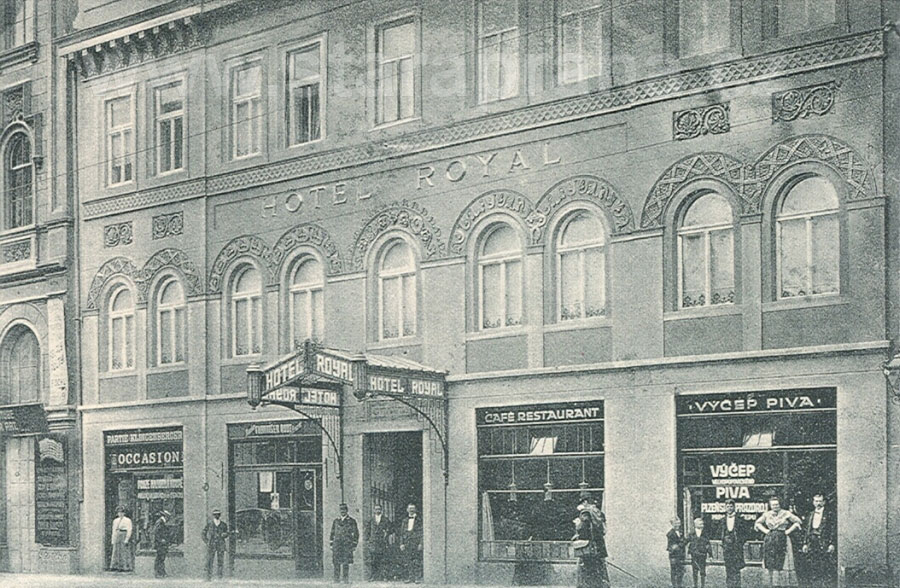
Hotel Royal, asi 1906
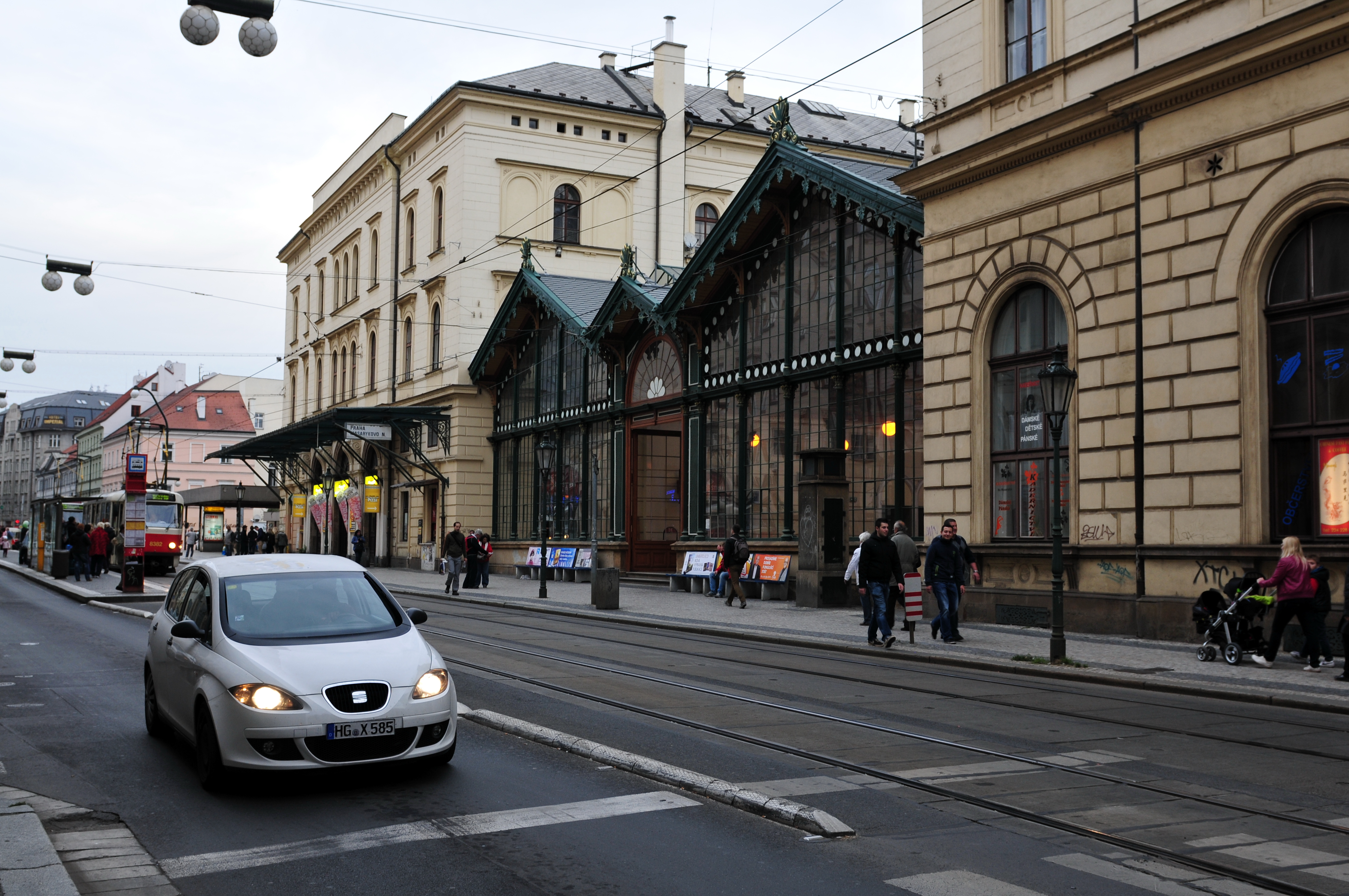
Havlíčkova od Hybernské. Vpravo Masarykovo nádraží
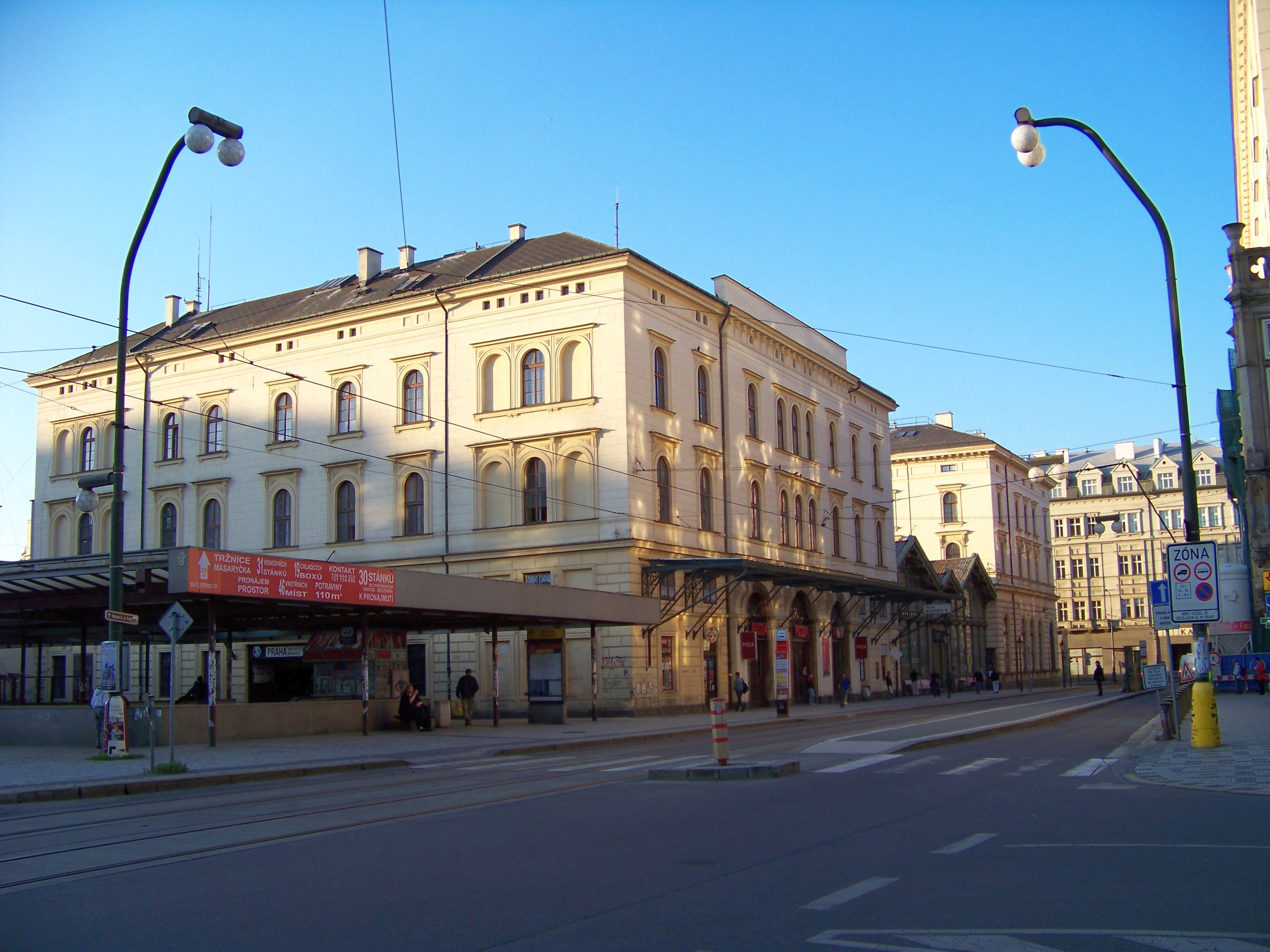
Obrácený pohled k Hybernské
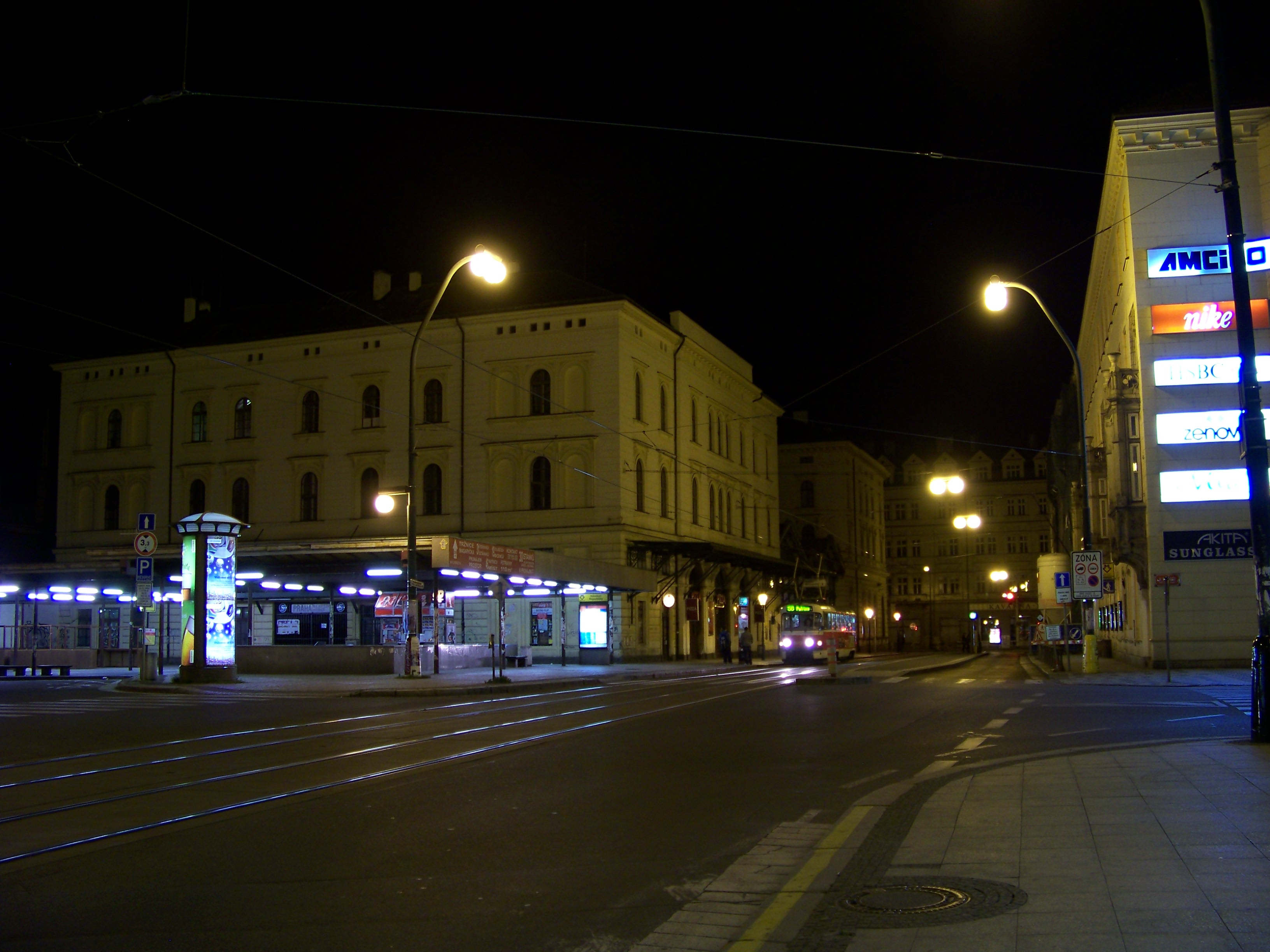
Stejný pohled v noci
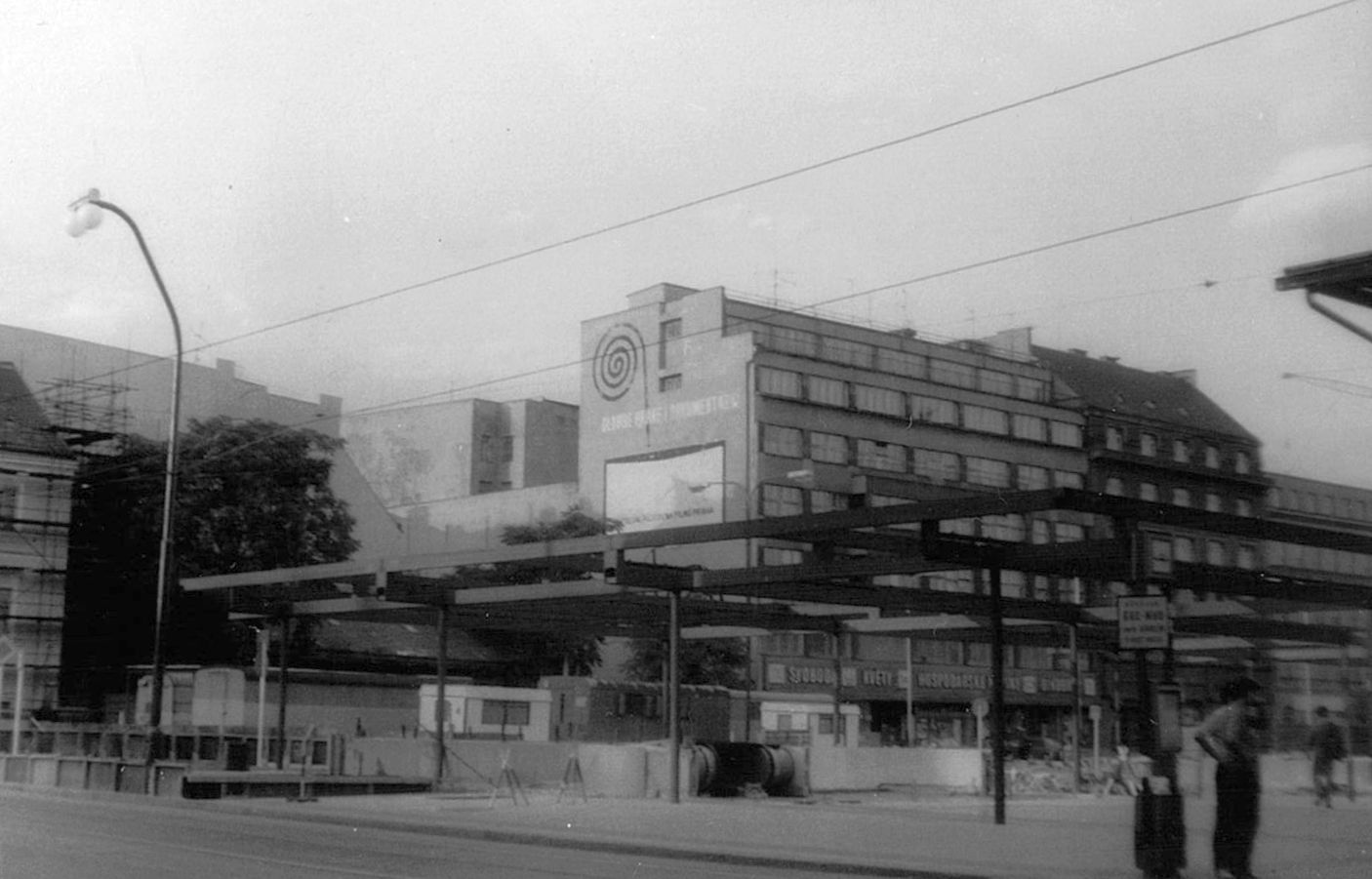
Vstup do metra vpravo při výstavbě v roce 1985
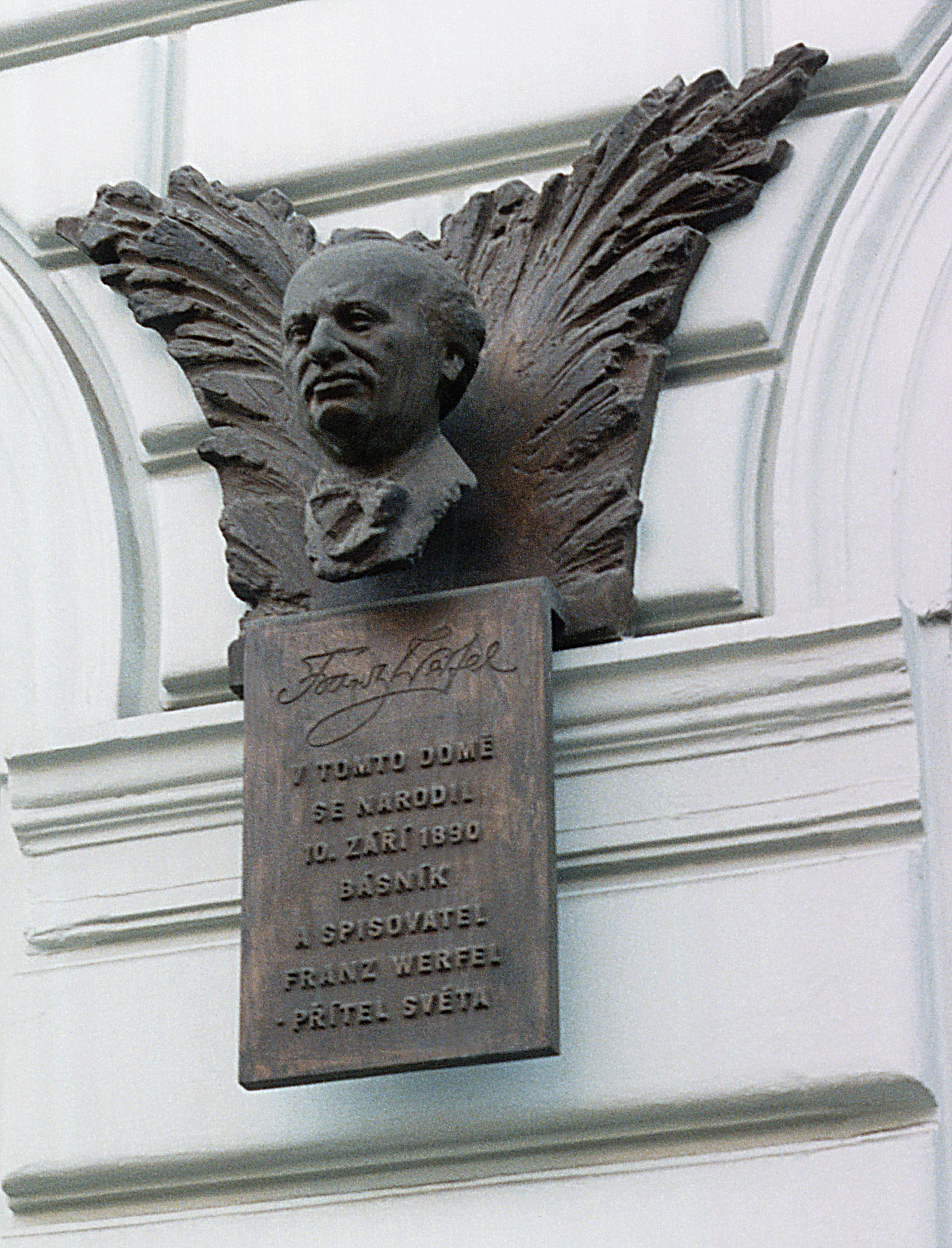
Pamětní deska Franze Werfela